# Albert Wolsky
Albert Wolsky est un costumier américain pour le théâtre et le cinéma, né le 24 novembre 1930 à Paris.

## Biographie
Il naît le 24 novembre 1930 dans le 12e arrondissement de Paris. Sa famille quitte l'Europe tout au début des années 1940 et s'installe à New York. Il fait des études au City College of New York,.
Au début des années 1960, Wolsky renonce à travailler dans l'agence de voyages familiale et trouve du travail comme assistant d'Helene Pons pour la comédie musicale Camelot, un des plus grands succès de l'époque. Il va alors côtoyer plusieurs des grands noms du costume, comme Adrian. Il devient ensuite assistant de plusieurs costumiers (Helene Pons, Ann Roth, Theoni V. Aldredge) avant d'être en charge lui-même de plusieurs spectacles de Broadway.
Il se tourne ensuite vers le cinéma, d'abord à New York, son premier film est alors Le cœur est un chasseur solitaire en 1968, puis à Hollywood où il rejoint en 1976 son compagnon James Mitchell.

## Théâtre
- 1963 : A Case of Libel
- 1964 : Fiddler on the Roof
- 1964 : The Chinese Prime Minister
- 1965 : Generation
- 1965 : The Odd Couple
- 1966 : I Do! I Do!
- 1966 : Pousse-Café
- 1967 : Illya Darling
- 1971 : The Trial of the Catonsville Nine
- 1972 : The Sunshine Boys
- 1973 : The Jockey Club Stakes
- 1974 : All Over Town
- 1976 : Sly Fox
- 1976 : They Knew What They Wanted
- 1976 : A Memory of Two Mondays / 27 Wagons Full of Cotton
- 1980 : Tricks of the Trade
- 1981 : Wally's Cafe
- 2004 : Sly Fox
- 2008 : The Country Girl
- 2012 : The Heiress

## Filmographie (sélection)
- 1968 : Le cœur est un chasseur solitaire (film) (The Heart Is a Lonely Hunter) de Robert Ellis Miller
- 1968 : Of Mice and Men de Ted Kotcheff (téléfilm, d'après Des souris et des hommes de John Steinbeck)
- 1974 : Lenny de Bob Fosse
- 1974 : Harry et Tonto (Harry and Tonto) de Paul Mazursky
- 1976 : Next Stop, Greenwich Village de Paul Mazursky
- 1977 : Le Tournant de la vie (The Turning Point) d'Herbert Ross
- 1978 : Grease de Randal Kleiser
- 1978 : Une femme libre (An Unmarried Woman) de Paul Mazursky
- 1978 : Mélodie pour un tueur (Fingers) de James Toback
- 1979 : Que le spectacle commence (All That Jazz) de Bob Fosse
- 1979 : Meteor de Ronald Neame
- 1979 : Manhattan de Woody Allen
- 1982 : Le Choix de Sophie (Sophie's Choice) d'Alan J. Pakula
- 1985 : Natty Gann (The Journey of Natty Gann) de Jeremy Kagan
- 1986 : L'Affaire Chelsea Deardon (Legal Eagles) d'Ivan Reitman
- 1986 : Le Clochard de Beverly Hills (Down and Out in Beverly Hills) de Paul Mazursky
- 1991 : Bugsy de Barry Levinson
- 1992 : Toys de Barry Levinson
- 1993 : L'Affaire Pélican (The Pelican Brief) d'Alan J. Pakula
- 1997 : Le Chacal (The Jackal) de Michael Caton-Jones
- 1997 : Red Corner de Jon Avnet
- 1998 : Vous avez un message (You've Got Mail) de Nora Ephron
- 1999 : Just Married (Runaway Bride) de Garry Marshall
- 2002 : Coup de foudre à Manhattan (Maid in Manhattan) de Wayne Wang
- 2002 : Les Sentiers de la perdition (Road to Perdition) de Sam Mendes
- 2004 : Un crime dans la tête (The Manchurian Candidate) de Jonathan Demme
- 2007 : La Guerre selon Charlie Wilson (Charlie Wilson's War) de Mike Nichols
- 2007 : Across the Universe de Julie Taymor
- 2008 : Les Noces rebelles (Revolutionary Road) de Sam Mendes
- 2014 : Birdman (Birdman or (The Unexpected Virtue of Ignorance)) d'Alejandro González Iñárritu
- 2016 : L'Exception à la règle (Rules Don't Apply) de Warren Beatty
- 2021 : La Femme à la fenêtre (The Woman in the Window) de Joe Wright
- 2022 : Amsterdam de David O. Russell

## Distinctions

### Récompenses
- Oscar de la meilleure création de costumes
  - en 1980 pour Que le spectacle commence
  - en 1992 pour Bugsy
- Costume Designers Guild Awards
  - en 1999 : CDG Award pour l'ensemble de sa carrière
  - en 2015 : CDG Award du meilleur costumier dans un film contemporain pour Birdman

### Nominations
- Oscar de la meilleure création de costumes
  - en 1983 pour Le Choix de Sophie
  - en 1986 pour Natty Gann
  - en 1993 pour Toys
  - en 2008 pour Across the Universe
  - en 2009 pour Les Noces rebelles
- British Academy Film Award des meilleurs costumes
  - en 1981 pour Que le spectacle commence
  - en 2009 pour Les Noces rebelles
- Drama Desk Awards du meilleur costume
  - en 1976 pour A Memory of Two Mondays / 27 Wagons Full of Cotton
  - en 1976 pour They Knew What They Wanted
  - en 1977 pour Sly Fox
- 2013 : Tony Award des meilleurs costumes pour The Heiress